# Zapatitos (cortometraje)
Zapatitos (Cortometraje) es un cortometraje mexicano producido en 2007, y dirigido por el mexicano Armando Ciurana, relata la historia de un hombre aparentemente normal, el cual desarrolla su vida sobre la rutina. Este hombre, amable, humilde y caritativo guarda un secreto aterrador. Entre sus actores se encuentra: Pablo Valentín, Consuelo Duval